# 伊朗党
伊朗党（羅馬化：Ḥezb-e Irān ）是伊朗的一个社会主义和民族主义政党，成立于1941年。它被称为“民族阵线的骨干”，还是1949年以后伊朗民族主义者的主要组织。其成员数从未超过数百。

## 历史
伊朗党的核心成员来自伊朗工程师协会。该党的5个领导人（雷扎扎德·沙法克、古拉姆阿里·法里瓦尔、阿赫杜哈米德·赞加内、侯赛因·穆阿文和阿布达拉·穆阿泽米）在1944年伊朗司法部门选举中赢得席位并支持摩萨台。
1946年6月至1947年1月，人民党与共产主义政党人民党及部分其他左翼政党以进步政党联合阵线的名义结成同盟。然而在同盟建立后，部分成员党离开同盟并成立了伊朗团结党。其曾是短暂的阿合马·卡瓦姆的大联合政府的一员。
1947年1月，其在一份声明中表示支持艾森豪威尔主义。 
人民党协助摩萨台建立了伊朗民族阵线，将石油产业国有化。其部分成员在摩萨台执政期间担任政府部长。1953年伊朗政变后，人民党受到打压，并于1957年因10年前与伊朗人民党的合作而遭取缔。人民党于1960年重组并对（亦经重组）的伊朗民族阵线做出了很大的贡献，后者于1963年被迫转入地下活动，前者则直到1964年仍在议会拥有席位。除了几次不定期召开的会议及交换情报外，外界对该党1964年至1970年代中期的活动所知甚少。1977年，人民党与社会主义者阵线及民族党一起组建了第四民族阵线，并要求霍梅尼返回伊朗。1979年上旬，其总书记沙普尔·巴赫蒂亚尔被巴列维任命为巴列维王朝最后一任首相，其内阁包括两名伊朗党成员。然而，人民党发表声明称他为“叛徒”，谴责他对接受任命的行为并将他开除出党。1979年后，伊朗党在伊朗政治中便不再活跃，并于之后不久即被取缔。